# Sulo Nurmela
Sulo Nurmela (Miehikkälä, 13 februari 1908 - Hamina, 13 augustus 1999) was een Fins langlaufer. 

## Carrière
Nurmela won bij zijn debuut in 1934 de wereldtitel op de 18 kilometer en de estafette. Tijdens de wereldkampioenschappen van 1935 kon Nurmela door koorts niet meedoen aan de individuele nummers maar was wel verplicht om te starten op de estafette, Nurmela won met zijn ploeggenoten wel de wereldtitel. Tijdens de spelen van 1936 won Nurmela de gouden medaille op de estafette. Nurmela beëindigde zijn carrière na de achtste plaats op de 50 kilometer tijdens de wereldkampioenschappen van 1938 in eigen land.

## Belangrijkste resultaten

### Olympische Winterspelen
| Editie | Plaats                 | Resultaten           |
| ------ | ---------------------- | -------------------- |
| 1936   | Garmisch-Partenkirchen | 7e 18 km · estafette |

### Wereldkampioenschappen langlaufen
| Jaar | Plaats                 | Resultaten           |
| ---- | ---------------------- | -------------------- |
| 1934 | Sollefteå              | 18 km · estafette    |
| 1935 | Vysoké Tatry           | estafette            |
| 1936 | Garmisch-Partenkirchen | 7e 18 km · estafette |
| 1938 | Lahti                  | 8e 50 km             |